# Калиновка (Бахмутский район)
Кали́новка (укр. Кали́нівка; до 2016 г. Кали́нина (Калі́ніна)) — посёлок в Часовоярской городской общине Бахмутского района Донецкой области Украины.
Население по данным 2024 года составляло 0 человек. Почтовый индекс — 84550. Телефонный код — 6274.

## История
В советское время посёлок был центральной усадьбой свиноводческого совхоза имени Калинина Артёмовского района. В этом совхозе трудились Герои Социалистического Труда директор Алексей Кузьмич Макогон, старший зоотехник Фёдор Степанович Зинченко, старший ветеринарный врач Иван Емельянович Рудой, управляющие фермами Савелий Стефанович Иваненко, Лука Сазонович Сивирин, труженики совхоза бригадиры Семён Афанасьевич Задорожний, Анастасия Семёновна Харченко, звеньевая Анна Фёдоровна Треножкина, свинарки Анастасия Митрофановна Архипкина, Полина Филипповна Братчикова, Меланья Лукьяновна Косенко, Зоя Семёновна Решетняк и Фёкла Лазаревна Юхно.